# Tomboy (film, 2011)
Tomboy är en fransk dramafilm från 2011 skriven och regisserad av Céline Sciamma. Filmen handlar om den 10-årig flickan Laure som inte helt känner sig bekväm i sin könsroll och därför försöker se ut som en pojke och kallar sig Mickaël. Hon flyttar tillsammans med sin familj till en ny stadsdel och försöker få omgivningen där att tro att hon är en pojke. I huvudrollen ses Zoé Héran.